# Battaglia di Hochkirch
La battaglia di Hochkirch venne combattuta il 14 ottobre 1758 all'interno e nei dintorni del villaggio di Hochkirch in Sassonia, nell'ambito dei più vasti eventi della guerra dei sette anni: l'armata prussiana di Federico il Grande venne sorpresa nel suo accampamento da un inaspettato attacco da parte delle forze austriache guidate dal feldmaresciallo Leopold Joseph Daun; al termine di duri scontri combattuti nel buio e nella confusione, che costarono a entrambi i contendenti dure perdite, i prussiani dovettero battere in ritirata.

## Antefatti
La guerra dei sette anni vide il Regno di Prussia affrontare, con un limitato supporto da parte del Regno di Gran Bretagna e altri stati minori, praticamente tutte le principali potenze continentali dell'Europa; per quanto ottimamente addestrato e comandato, l'esercito prussiano di Federico il Grande si ritrovò quindi a dover accorrere da un lato all'altro del regno per fronteggiare gli attacchi dei numerosi eserciti dei coalizzati.
Dopo aver inflitto tra il 1756 e il 1757 varie sconfitte alle armate austriache sul fronte della Sassonia e della Slesia e aver semidistrutto l'esercito francese nella battaglia di Roßbach, a metà del 1758 Federico dovette dirottare rapidamente la sua armata principale verso est per fronteggiare l'invasione della Prussia orientale da parte dell'Impero russo. Russi e prussiani si affrontarono il 25 agosto 1757 nella battaglia di Zorndorf, un inconcludente scontro che costò a entrambe le forze ampie perdite umane; pur senza aver ottenuto un successo completo, Federico poté dirsi soddisfatto del risultato visto che la provata armata russa iniziò una limitata ritirata rifiutando ulteriori scontri: ristabilita la situazione a est, l'armata prussiana invertì nuovamente la rotta e si diresse a sud per affrontare gli austriaci.
Nell'autunno del 1758 le forze austriache avevano dato il via a una serie di complessi movimenti per riguadagnare il territorio perduto negli anni precedenti: l'armata principale guidata dal feldmaresciallo Leopold Joseph Daun, forte di circa 78 000 uomini, avrebbe tenuto impegnate le forze prussiane in Sassonia mentre altri due corpi austriaci sarebbero penetrati in Slesia, rioccupando la regione e i quartieri invernali predisposti dai prussiani. Federico raccolse un'armata di 30 000 uomini a Bautzen, da dove partì il 10 ottobre 1758 alla volta del piccolo villaggio di Hochkirch a circa 9 chilometri a sud-est; poco lontano si era attestata anche la grossa armata del feldmaresciallo Daun.
Le truppe prussiane dovevano rimanere a Hochkirch per un periodo di tempo limitato, aspettando l'arrivo di un convoglio di rifornimenti da Bautzen prima di riprendere la marcia verso est, ma, contro il volere dei suoi generali che consideravano pericolosissima la posizione del villaggio, posto come era ai piedi di una serie di colline boscose occupate dagli austriaci, Federico decise di far acquartierare il suo esercito e di montare l'accampamento nei suoi dintorni, fortificandolo con una serie di apprestamenti difensivi e posizionando a sua difesa alcune batterie di artiglieria pesante. Il feldmaresciallo Daun, già affrontato e vinto da Federico più volte, aveva fama di comandante esperto di difesa più che di attacco, ed era considerato dal monarca prussiano come un ufficiale irresoluto ed esitante; convinto che Daun non avrebbe mai attaccato, al feldmaresciallo Keith che aveva commentato «Se gli austriaci ci lasciano in pace qui, meritano di essere impiccati» Federico replicò: «Dobbiamo sperare che gli austriaci temano più noi della forca».
La tranquillità del monarca prussiano derivava anche dal flusso di informazioni che gli arrivava da una spia, un ufficiale austriaco corrotto, che tuttavia fu smascherata e arrestata: fatto salvo della vita, l'ufficiale austriaco accettò di continuare la sua corrispondenza con Federico fornendogli false notizie fabbricate ad arte dal comando di Daun, convincendo il monarca che presto l'armata austriaca si sarebbe ritirata alla volta della Boemia. Dalla loro posizione a Hochkirch i prussiani avevano una visuale ridotta dei movimenti degli austriaci: l'abbattimento di una serie di alberi dai pendii boscosi fu interpretato dai prussiani come l'avvio della costruzione di una serie di posizioni difensive da parte degli austriaci, mentre in realtà il feldmaresciallo Daun stava preparando vari varchi nella foresta da cui far affluire a valle le sue truppe.

## La battaglia

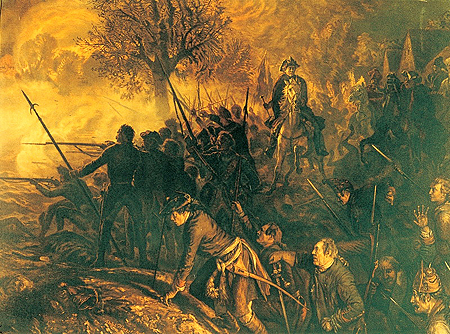
Federico II alla battaglia di Hochkirch

Aiutato dal novilunio e da una quasi totale mancanza di stelle, la notte del 13 ottobre Daun divise le sue forze in quattro colonne e mosse alla volta delle posizioni dei prussiani, lasciando nel suo accampamento i fuochi accesi onde non mettere sull'allarme il nemico. Dietro disposizione del feldmaresciallo, 200 soldati austriaci si spinsero in avanti fino alle porte dell'accampamento prussiano a Hochkirch, spacciandosi per disertori: essendo pratica comune per gli eserciti dell'epoca il reclutare nei propri ranghi prigionieri di guerra e disertori provenienti anche dalle armate nemiche, i prussiani, pure stupiti dall'ampio numero di soldati giunti così all'improvviso, caddero nella trappola e fecero entrare nel loro campo gli austriaci, senza nemmeno perquisirli o controllarli approfonditamente.
Verso le 05:00 del 14 ottobre, i 200 soldati austriaci penetrati nel campo prussiano impugnarono le armi tenute nascoste e, uccise le sentinelle, aprirono le porte dell'accampamento facendo entrare i loro compagni nel frattempo silenziosamente sopraggiunti. Colti di sorpresa, i prussiani afferrarono le armi e diedero il via a una serie di confusi combattimenti nel bel mezzo del villaggio: ostacolata dal fumo degli incendi e dal buio, la visibilità era talmente pessima che solo la diversa forma delle mitre indossate dagli opposti contingenti di granatieri consentiva di distinguere la posizione dei prussiani da quella degli austriaci. Gli uomini di Daun si impossessarono dei cannoni prussiani appostati davanti Hochkirch, girandoli e impiegandoli contro i loro precedenti proprietari; il fragore dell'artiglieria svegliò Federico, che alloggiava poco distante nel villaggio di Rodewitz: ancora incredulo per l'assalto austriaco, il sovrano mosse rapidamente alcune brigate per andare in soccorso dei suoi uomini a Hochkirch, dove due battaglioni prussiani ancora resistevano asserragliati nel parco cittadino e nel cimitero.
Alla testa del contrattacco prussiano si pose il feldmaresciallo James Francis Edward Keith, un esule giacobita proveniente dalla Scozia: avanzando lateralmente, i prussiani riuscirono a riconquistare la loro artiglieria, ma si ritrovarono ben presto accerchiati e soverchiati dai più numerosi austriaci e lo stesso Keit fu ucciso da un colpo di fucile. Il principe Federico Francesco di Brunswick-Wolfenbüttel rimase ucciso alla testa del suo reggimento nel corso degli scontri a Hochkirch, mentre durante una carica di cavalleria fu ferito gravemente il generale Hans Kaspar von Krockow, comandante dei reparti di corazzieri dell'esercito prussiano, poi spirato alcuni giorni più tardi; un altro alto ufficiale prussiano, il principe Maurizio di Anhalt-Dessau, fu catturato dagli austriaci dopo essere rimasto ferito, spirando poi mentre si trovava in prigionia. Il Reggimento di fanteria n.19 prussiano del maggiore von Lange continuò a resistere nel cimitero di Hochkirch fin verso le 8:30, quando alla fine il villaggio cadde interamente nelle mani degli austriaci; ormai battuto, a Federico non restò altro che ordinare la ritirata.

## Conseguenze
Quella di Hochkirch fu una dura sconfitta per Federico il Grande: l'esercito prussiano perse nella battaglia circa 9 000 uomini (tra cui cinque generali) oltre a 101 cannoni, 28 bandiere e quasi tutte le tende e le salmerie dell'armata; le perdite austriache non furono meno ingenti, con circa 7 300 uomini messi fuori combattimento, fatto che spinse il feldmaresciallo Daun a rinunciare a inseguire l'armata prussiana che poté quindi ripiegare con un certo ordine.
Hochkirch fu celebrata dagli austriaci come un importante successo, ma il risultato ottenuto andò per buona parte sprecato nei giorni seguenti: con le forze prussiane rapidamente riorganizzatesi il feldmaresciallo Daun si rivelò incapace di consolidare la sua posizione in Sassonia e dopo un debole tentativo di occupare Dresda alla fine decise di ripiegare in territorio austriaco per acquartierarsi in vista dell'inverno.